# Giuliano Cesarini (1572–1613)

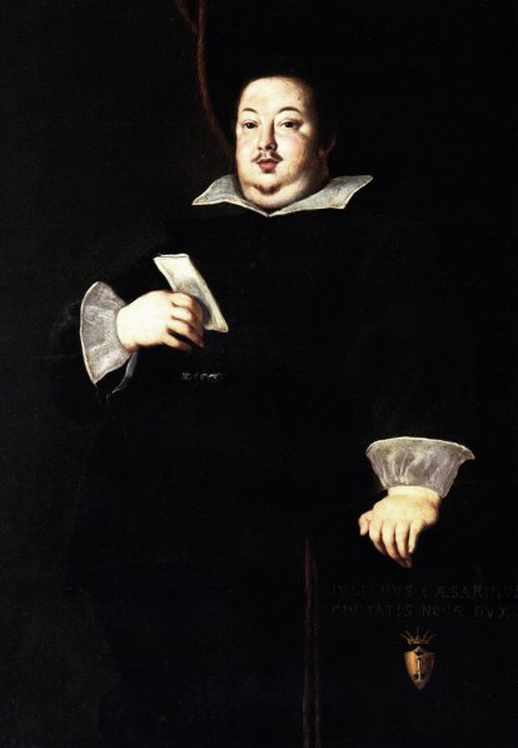
Giuliano Cesarini, Porträt von Ottavio Leoni

Herzog Giuliano Cesarini, bekannt als Giuliano II. Cesarini (* September 1572 in Rom; † 4. Januar 1613 ebendort), war ein italienischer Adliger, erster Herzog von Civitanova Marche und erster Marchese von Civita Lavinia.

## Biografie

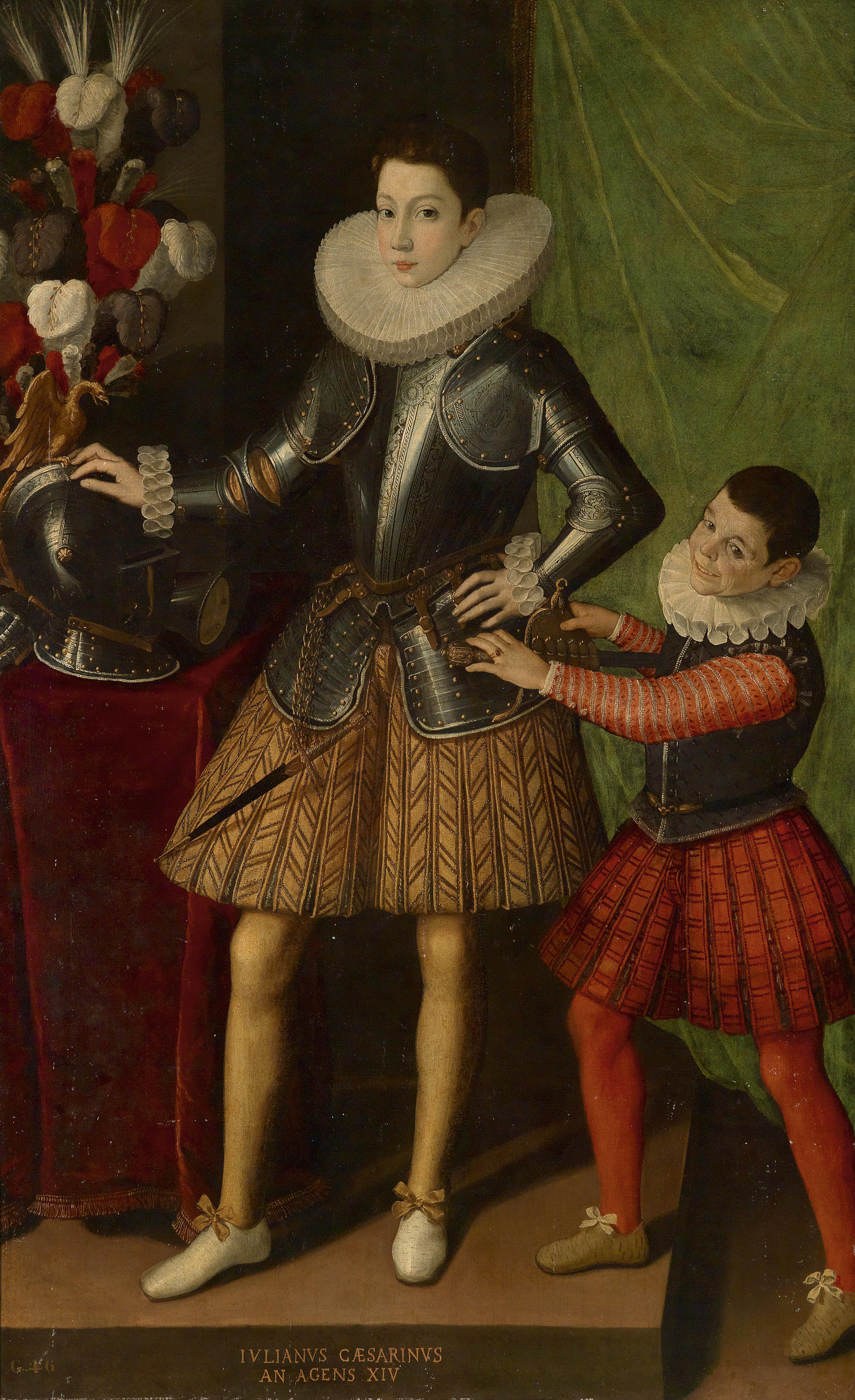
Giuliano Cesarini im Alter von 14 Jahren (Gemälde von Sofonisba Anguissola, 1586)

Giuliano Cesarini wurde als Sohn von Giovan Giorgio Cesarini (1549–1585) und Clelia Farnese, der leiblichen Tochter von Kardinal Alessandro Farnese, in eine reiche römische Adelsfamilie geboren. Sein Vater Giovan Giorgio setzte das Erstgeburtsrecht zu seinen Gunsten ein und empfahl seinen neugeborenen Sohn kurz vor seinem Tod Papst Sixtus V. Im selben Jahr, kurz nach dem Tod von Giovan Giorgio, erhob Sixtus V. das Lehen von Civitanova Marche zu einem Herzogtum und das Lehen von Civita Lavinia zu einem Marchesat.
Am 21. November 1589 heiratete er Livia Orsini und hatte mit ihr fünf Söhne, nur einer von ihnen, Giangiorgio II. Cesarini heiratete und hatte als Nachkommen die beiden letzten Cesarini-Herzöge: Giuliano III. Cesarini (1618–1665) und Filippo Cesarini (..– 1671). Die anderen vier Kinder waren:
- Pietro wurde ein Ritter des Johanniterordens und beteiligte sich an der Verteidigung von Candia[2]
- Alessandro (1592–1644) wurde 1636 Kardinal
- Ferdinando (1604–1646) er war ein Dichter und interessierte sich auch für Physik; stand in Korrespondenz mit Benedetto Castelli[3]
- Virginio (1595–1624) war ein angesehener Dichter

Giuliano Cesarini war ein Exzentriker: Er war groß, stämmig und widmete sich Witzen und Kuriositäten, so dass ihn Pizzirani als eines der Vorbilder des „Marchese del Grillo“ betrachtete und sein Schwager Giannantonio Orsini nannte ihn „ein weiser Mann, der verrückt aussehen wollte“. Zum Beispiel organisierte er im Karneval von 1612 die Aufführung einer Komödie in einem Raum seines Palastes, dessen Boden gestützt worden war. Giuliano wollte die Stützen entfernen, als er voller Menschen war, „um etwas Chaos zu sehen“. Glücklicherweise wurde er rechtzeitig von den Behörden gestoppt.
Giuliano begann mit dem Bau des Cesarini-Palastes, der Sommerresidenz der Familie in Genzano, indem er eine kleine Burg aus dem 12. Jahrhundert zum Schutz des Nemisees, nach dem Kauf von Häusern und umliegendem Land vergrößerte.